# Чернавська
Черна́вська (рос. Чернавская) — присілок у складі Таборинського району Свердловської області. Входить до складу Унже-Павинського сільського поселення.
Населення — 14 осіб (2010, 60 у 2002).
Національний склад населення станом на 2002 рік: росіяни — 98 %.